# Conospermum stoechadis
Conospermum stoechadis är en tvåhjärtbladig växtart. Conospermum stoechadis ingår i släktet Conospermum och familjen Proteaceae.

## Underarter
Arten delas in i följande underarter:
- C. s. sclerophyllum
- C. s. stoechadis